# Comuna Kneazivka, Putîvl
Kneazivka (în ucraineană Князівка) este o comună în raionul Putîvl, regiunea Sumî, Ucraina, formată din satele Kneazivka (reședința), Minakove, Novi Honceari, Saharove, Șîreaieve, Sîromeatnîkove și Stari Honceari.

## Demografie
Componența lingvistică a comunei Kneazivka
     Rusă (73,81%)
     Ucraineană (26,19%)
Conform recensământului din 2001, majoritatea populației comunei Kneazivka era vorbitoare de rusă (73,81%), existând în minoritate și vorbitori de ucraineană (26,19%).